# Jilin Northeast Tigers
I Jilin Northeast Tigers sono una società cestistica avente sede a Changchun, in Cina. Fondata nel 1998, gioca nel campionato cinese.